# Хайдер, Моинуддин
Моинуддин Хайдер (англ. Moinuddin Haider, урду معین الدین حیدر‎) — пакистанский государственный и военный деятель, занимал должность министра внутренних дел Пакистана с 6 ноября 1999 по 23 ноября 2002 года.

## Биография
Моинуддин Хайдер родился 5 июня 1942 года в городе Хайдарабаде, Британская Индия. В 1962 году вступил в ряды пакистанских вооружённых сил, принимал участие во Второй индо-пакистанской войне и Третьей индо-пакистанской войне в составе мотострелковых подразделений, дослужился до звания генерал-лейтенанта. С 17 марта 1997 по 17 июня 1999 года занимал должность губернатора провинции Синд. Затем занял должность министра внутренних дел (1999—2002). Женат, трое детей.